# Дмитриев, Александр Сергеевич (дирижёр)
Алекса́ндр Серге́евич Дми́триев (род. 19 января 1935, Ленинград) — советский и российский дирижёр, педагог. Народный артист СССР (1990). Лауреат Государственной премии Российской Федерации (2000).

## Биография
Родился 19 января 1935 года в Ленинграде (ныне Санкт-Петербург).
В 1953 году окончил Хоровое училище имени М. И. Глинки при Ленинградской государственной академической капелле, в 1958 — Ленинградскую консерваторию им. Н. А. Римского-Корсакова: дирижёрско-хоровой факультет у Е. П. Кудрявцевой и историко-теоретическое отделение теоретико-композиторского факультета у Ю. Н. Тюлина, в 1961 — там же аспирантуру по классу оперно-симфонического дирижирования у Н. С. Рабиновича.
В 1968—1969 годах стажировался в Венской академии музыки и исполнительского искусства у X. Сваровского (дирижирование), в 1970—1971 — в Симфоническом оркестре Ленинградской филармонии у Е. А. Мравинского.
С 1960 года — в Симфоническом оркестре Карельского радио и телевидения (ныне Симфонический оркестр Карельской государственной филармонии), в 1962—1971 годах — его главный дирижёр. С 1971 года — дирижёр Ленинградского Малого театра оперы и балета (ныне Михайловский театр).
С 1977 года по 2018 год — художественный руководитель и главный дирижёр Академического симфонического оркестра Санкт-Петербургской филармонии, с 2018 года — дирижёр-лауреат оркестра.
В репертуар дирижёра входят произведения мастеров русской классики и зарубежных композиторов, современные сочинения. Записал полные циклы симфоний Л. ван Бетховена и Ф. Шуберта.
Ведёт интенсивную концертную деятельность в России и за рубежом: в Западной Европе, США, Южной Америке, Азии.
В 1990—1998 годах возглавлял симфонический оркестр города Ставангера в Норвегии.
С 1971 года преподаёт дирижирование в Ленинградской консерватории (профессор), в числе его учеников — В. Альтшулер, А. Аниханов, А. Штейнлухт, А. Борейко, Д. Руссу.
С 2000 года — почётный член Филармонического общества Санкт-Петербурга. В мае 2018 года награждён премией Правительства Санкт-Петербурга «За выдающийся вклад в развитие петербургской культуры».

## Дирижёр
Оперы
- «Евгений Онегин» П. И. Чайковского
- «Майская ночь» Н. А. Римского-Корсакова
- «Дон Жуан» В. Моцарта
- «Умница» К. Орфа
- «Не только любовь» Р. К. Щедрина
- «Мадонна и солдат» М. С. Вайнберга

Балеты
- «Ярославна» Б. И. Тищенко
- «Весна священная» И. Ф. Стравинского

## Награды и звания
- Лауреат II Всесоюзного конкурса дирижёров (1966)
- Заслуженный деятель искусств Карельской АССР (1967)
- Заслуженный деятель искусств РСФСР (1970)
- Народный артист РСФСР (1976)
- Народный артист СССР (1990)
- Государственная премия Российской Федерации (2000)
- Орден Почёта (2005)
- Орден «За заслуги перед Отечеством» IV степени (2010)
- Премия Правительства Санкт-Петербурга в области литературы, искусства и архитектуры (2010)